# Холокост в Лиозненском районе
Холокост в Лио́зненском районе — систематическое преследование и уничтожение евреев на территории Лиозненского района Витебской области оккупационными властями нацистской Германии и коллаборационистами в 1941—1944 годах во время Второй мировой войны, в рамках политики «Окончательного решения еврейского вопроса» — составная часть Холокоста в Белоруссии и Катастрофы европейского еврейства.

## Геноцид евреев в районе
Лиозненский район был полностью оккупирован немецкими войсками в июле 1941 года, и оккупация продлилась почти три года — до июля 1944 года (хотя часть района была освобождена уже в октябре 1943 года. Нацисты включили Лиозненский район в состав территории, административно отнесённой к зоне армейского тыла группы армий «Центр». Комендатуры — полевые (фельдкомендатуры) и местные (ортскомендатуры) — обладали всей полнотой власти в районе.
Во всех крупных деревнях района были созданы районные (волостные) управы и полицейские гарнизоны из коллаборационистов.
Для осуществления политики геноцида и проведения карательных операций сразу вслед за войсками в район прибыли карательные подразделения войск СС, айнзатцгруппы, зондеркоманды, тайная полевая полиция (ГФП), полиция безопасности и СД, жандармерия и гестапо.
Одновременно с оккупацией нацисты и их приспешники начали поголовное уничтожение евреев. «Акции» (таким эвфемизмом гитлеровцы называли организованные ими массовые убийства) повторялись множество раз во многих местах. В тех населенных пунктах, где евреев убили не сразу, их содержали в условиях гетто вплоть до полного уничтожения, используя на тяжелых и грязных принудительных работах, от чего многие узники умерли от непосильных нагрузок в условиях постоянного голода и отсутствия медицинской помощи.

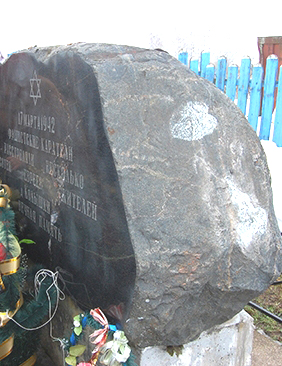
Памятник евреям, убитым в Колышках

Оккупационные власти под страхом смерти запретили евреям снимать желтые латы или шестиконечные звезды (опознавательные знаки на верхней одежде), выходить из гетто без специального разрешения, менять место проживания и квартиру внутри гетто, ходить по тротуарам, пользоваться общественным транспортом, находиться на территории парков и общественных мест, посещать школы.
За время оккупации к концу 1942 года практически все евреи Лиозненского района были убиты, а немногие спасшиеся в большинстве воевали впоследствии в партизанских отрядах.
Евреев в районе убили в Лиозно, Бабиновичах, Добромыслях, Колышках и множестве других мест. Например, только в январе 1942 года на территории Добромысленского сельсовета были расстреляны более 200 евреев.

## Гетто
Реализуя нацистскую программу уничтожения евреев, немцы создавали гетто почти во всех городах и населённых пунктах Беларуси, где проживало еврейское население. Так и в Лиозненском районе оккупанты организовали 4 гетто:
- в гетто в Бабиновичах (сентябрь 1941 — март 1942) были замучены и убиты сотни евреев.
- в гетто в Добромыслях (лето 1941 — март 1942) были убиты все евреи местечка.
- в гетто в Лиозно (июль 1941 — 23 февраля 1942) были убиты более 1000 евреев.
- в гетто в Колышках[бел.] (лето 1941 — 18 марта 1942) были убиты все евреи местечка.

## Случаи спасения и «Праведники народов мира»
В Лиозненском районе 11 человек были удостоены почетного звания «Праведник народов мира» от израильского мемориального института «Яд Вашем» «в знак глубочайшей признательности за помощь, оказанную еврейскому народу в годы Второй мировой войны».
- Дехтерёва Феодосия — за спасение Чернякова Бориса в Лиозно[13].
- Виноградова Юлиана и Савельева (Виноградова) Ираида — за спасение Полины Смородина в Лиозно[14].
- Зубова Феодосия, Королева (Зубова) Софья и Королёва Прасковья — за спасение Пескиной (Нахум) Веры и ее сына Владимира в деревнях Низы и Сутоки (Лиозненский сельсовет)[15].
- Пакульницкий Иосиф и Пакульницкая Евгения — за спасение Рошиньской (Поташник) Цили в Колышках (Яськовщинский сельсовет).
- Муравьева Людмила и Муравьева Ксения — за спасение Злотниковой Мины, её дочери Ройтштейн Марии и Злотниковой Муси в Лиозно.
- Бородина (Ломоносенко) Тамара — за спасение Розы Брускиной в деревне Толкуны (упраздненный Глоданский сельсовет)[16].

## Память
Памятники жертвам геноцида евреев установлены в Бабиновичах, Добромыслях, Колышках, Лиозно.